# 額田今足
額田 今足（ぬかた の いまたり）は、平安時代初期の貴族・明法家。姓は国造のち宿禰。官位は従五位下・明法博士。

## 経歴
和珥氏の一族で美濃国に設置された額田国造の後裔。
嵯峨朝から淳仁朝にかけて明法博士を務め、嵯峨朝末の弘仁13年（822年）従六位下から四階昇進して外従五位下に叙せられる。この年に田租束積に関する明法勘文を提出している。
天長3年（826年）律令の条文は簡略なために先学の説によらなければ解釈が通じない一方で、諸説が異なって混乱が生じていることから「令律問答私記」を撰んで正しい解釈を示すことを上申した。これに基づき律令条文の官選注釈書である『令義解』の編纂が開始されたが、今足自身が編纂に参画した形跡がないことから、天長10年（833年）の完成以前に卒去したとみられる。天長6年（829年）内位の従五位下に至る。
今足の明法勘文が『政事要略』『法曹類林』に採録されており、『養老令』の私選注釈書である『令集解』にある「額説」は今足の私記に比定されている。

## 官歴
『日本後紀』による。
- 時期不詳：従六位下
- 弘仁13年（822年） 正月7日：外従五位下。11月5日：見明法博士[1]
- 天長3年（826年） 10月5日：見明法博士[2]
- 時期不詳：国造から宿禰に改姓
- 天長6年（829年） 正月7日：従五位下（内位）